# Mariánna Efstratíou
Mariánna Efstratíou (grec moderne : Μαριάννα Ευστρατίου), nom de scène de María-Anastasía Efstratíou (grec moderne : Μαρία-Αναστασία Ευστρατίου), née le 17 avril 1955 à Athènes, est une chanteuse grecque. Elle est la représentante de la Grèce au Concours Eurovision de la chanson avec les chansons To dikó sou astéri en 1989 et Emís foráme to himóna anixiátika en 1996.

## Biographie
Elle est bilingue en grec et en allemand, car elle fait ses études primaires et secondaires à l'école supérieure allemande d'Athènes, ce qui lui permet d'étudier la musique en chant, en danse classique et en musicothérapie à l'Académie de musique de Rhénanie à Cologne pendant six ans. De retour en Grèce, elle participe aux festivals de Kerkyra en 1981 et 1982, organisés par le grand compositeur Mános Hadjidákis à Corfou, qui l'invite à enregistrer et à participer à la tournée de son œuvre musicale Pornographie en 1982.
En 1983, elle débute sa longue carrière de choriste ou de collaboratrice en duo avec une multitude d'autres artistes, dont le premier est Kóstas Bígalis, avec qui elle forme le duo Big Alice, enregistrant un album intitulé en 1983 et le single I miss you l'année suivante, numéro un des ventes en Grèce. Dionýsis Savvópoulos, artiste du mouvement Neo kyma, lui permet de se produire au stade olympique d'Athènes et sur son album Trapesakia exo en 1983.
En 1987, elle apparaît comme choriste du duo Bang, représentant de la Grèce au Concours Eurovision de la chanson 1987. En juin de la même année, elle enregistre son premier album personnel, Marianna, en anglais à Memphis.
Efstratiou remporte le concours national grec de la chanson en 1989, se présentant simplement avec son prénom, battant Ánna Víssi, et représente la Grèce à Lausanne avec To dikó sou astéri. La chanson termine neuvième. Cette même année, elle sort son premier album en grec, Kace telos ine mia arjí.
En 1993, elle entame une collaboration de trois ans avec Mímis Pléssas, participant à l'enregistrement de deux de ses albums, ainsi qu'à plusieurs performances à la télévision.
En 1996, ERT la choisit pour représenter à nouveau la Grèce, cette fois avec la chanson Emís foráme to himóna anixiátika, chanson écrite par Kóstas Bígalis. La chanson terminé quatorzième à Oslo.
Efstratiou chante trois chansons lors des demi-finales du concours national grec de sélection à l'Eurovision en 1998, mais aucune n'est retenue pour la finale.
Elle publie deux livres. Actuellement, elle est la chanteuse principale du groupe de jazz Nova Mood.

## Discographie
- 1982 : Πορνογραφία (musique et chants de la pièce de Mános Hadjidákis).
- 1984 : Big Alice
- 1984 :I Miss You
- 1985 : Talk About Love
- 1989 : Κάθε τέλος είναι μια αρχή
- 1993 : Γύρω από εσένα
- 1996 : Εμείς φοράμε το χειμώνα ανοιξιάτικα